# Доња Рајна (департман)
Доња Рајна (фр. Bas-Rhin) департман је у истоку Француској. Припада региону Алзас, а главни град департмана (префектура) је Стразбур. Департман Доња Рајна је означен редним бројем 67. Његова површина износи 4.755 км². По подацима из 2010. године у департману Доња Рајна је живело 1.095.905 становника, а густина насељености је износила 230 становника по км².
Овај департман је административно подељен на:
- 7 округа
- 44 кантона и
- 526 општина.

## Демографија
| 2011.     |
| --------- |
| 1.099.269 |